# Naravute
Naravute (Naravuto, Anagafïtï), pleme američkih Indijanaca iz brazilske države Mato Grosso u riječnom sistemu Xingua. Prvi ih je posjetio i spomenuo 1920. major Ramiro Noronha pod imenom Anagafïtï. Jezično su pripadali porodici cariban. 
Nestali su 1940.-tih godina od epidemija bolesti, a nešto preživjelih priključilo se ostalim karipskim plemenima, poglavito Kalapalima na gornjem Xinguu